# Fritz (Hörfunksender)
Fritz ist ein Hörfunksender des öffentlich-rechtlichen Rundfunks Berlin-Brandenburg (rbb).
Er bietet ein 24-stündiges Radioprogramm mit zeitgenössischer Musik aus allen Popkultur-Genres wie Independent, Urban, Electro, Hip-Hop oder Metal. Zudem sendet Fritz Nachrichten, Reportagen, Rezensionen, Talks, Kulturberichte, Lesungen und Live-Übertragungen von Konzerten und Events.
Fritz gehört zum Bestandteil des Radio-Portfolios der ARD, diese Art von Hörfunkprogramm wird von der zuständigen Landesrundfunkanstalt in jedem Sendegebiet angeboten.
Laut der Media-Analyse 2025 Audio I erreicht Fritz 70.000 Hörer in einer durchschnittlichen Sendestunde.

## Geschichte

Ehemaliges Logo

Fritz ging aus dem Brandenburger Jugendradio Rockradio B sowie dem SFB-Jugendradio Radio 4U hervor. Am 1. März 1993 morgens um 6 Uhr startete das Jugendradio sein Programm aus den ehemaligen Studios des DDR-Rundfunks in der Nalepastraße in Berlin – damals noch eine Gemeinschaftsproduktion von SFB und ORB. Fritz gilt als Experiment eines der ersten medialen Ost-West-Projekte nach dem Mauerfall.
Vorläufer war bis 1992 Radio DT64, welches aus einer Jugendsendung des DDR-Rundfunks hervorgegangen war. Der direkte DT64-Nachfolger Sputnik vom MDR und Fritz wurden daraufhin gemeinsam mit dem bereits seit 1986 bestehenden Jugendradio  Bremen Vier von Radio Bremen Vorreiter für alle nachfolgenden Projekte des öffentlich-rechtlichen Rundfunks, wie N-Joy vom NDR, hr XXL (heute You FM) vom hr, DASDING vom SWR, 103.7 UnserDing vom SR oder 1LIVE vom WDR.
Ende 1993 zog die Fritz-Redaktion von der Nalepastraße nach Potsdam-Babelsberg in die neuen Sendestudios des ORB. Der Radiosender übertrug seit 1993 regelmäßig die Loveparade in Berlin und produzierte für den Tag das FritzLoveRadio.
1997 erfolgte ein Wechsel in der Chefetage – der bisherige Chefredakteur Helmut Lehnert wurde neuer Chef von Radio Brandenburg und bereitete den Sendestart von Radio Eins vor. Neuer Fritz-Chefredakteur wurde Konrad Kuhnt, zuvor stellvertretender Chefredakteur.
1998 wurde das ColumbiaFritz eröffnet. Das ehemalige Kino der alliierten Streitkräfte wurde zur neuen Homebase von Fritz in Berlin und Veranstaltungsort zahlreicher Konzerte und Partys.
Seit 1999 kann man Fritz durch einen Live-Stream über die Webseite auf der ganzen Welt empfangen, bis 2008 war es noch ein RealAudio-Stream, dann entschied man sich jedoch für das beliebtere und mit jeder Abspiel-Software kompatible mp3-Format.
Nach dem Verbot der Fuckparade 2001 solidarisierte sich Radio Fritz und übertrug zeitgleich zur Demonstration für das Demonstrationsrecht und freie Wahl der Demonstrationsmittel die für die ursprüngliche Fuckparade geplante Musik. Die Veranstalter der Demonstration riefen ihre Teilnehmer zum Mitbringen von Radios und ähnlichem auf. So sollte das Musikverbot mit zivilem Ungehorsam öffentlichkeitswirksam umgangen und somit karikiert werden. Motto: „Radio Fritz macht die Fuckparade im Radio“. Die Versammlungsbehörde verhängte daraufhin das Radioverbot und setzte dieses auf dem Stellplatz der Demo mit einem riesigen Polizeiaufgebot durch.
Seit 2001 ist Fritz Radiomedienpartner des Musikpreises Echo und berichtet für die gesamte ARD. Der Sender erhielt im Februar 2008 den Echo in der Kategorie „Bester Medienpartner“. Die Toten Hosen spielten 2002 das erste Radiokonzert in den FritzStudios.
Zum zehnjährigen Jubiläum feierte Fritz mit dem Buch „An, laut, stark – Das Buch zum Radio“ sowie einer großen Party in der Berliner Columbiahalle und dem ColumbiaFritz.
2003 wurde der Rundfunk Berlin-Brandenburg aus der Fusion des Senders Freies Berlin (SFB) und des Ostdeutschen Rundfunks Brandenburg (ORB) gegründet. Fritz hat diese Zusammenführung zehn Jahre zuvor geschafft. 2004 zog die Musikmesse Popkomm nach Berlin, deren Radiopartner Fritz wurde. Der Sender bot rund um die Uhr einen Blick hinter die Kulissen der Musikindustrie, lud Künstler ein, schickte Hörer zu den Konzerten und übertrug diese live.
Der FritzClub im Postbahnhof am Berliner Ostbahnhof wurde 2005 eröffnet und entwickelte sich zu einer der beliebtesten Locations für Konzerte und Partys in Berlin. Auf über 4000 m² bietet der Club Platz für etwa 4100 Gäste. Im gleichen Jahr übernahm Stefan Warbeck die Chefredaktion von Fritz. Mit dem Fritz Kneipenquiz mit Tommy Wosch wurde der Radiosender regelmäßig in Berlin und Brandenburg präsent. Zur Internationalen Funkausstellung präsentierte Fritz 2006 sein neues Design. 2007 organisierte Fritz die erste „FritzNacht der Talente“, mit denen das Radio seitdem neue Talente in den Bereichen Musik und Wort präsentiert und den Sieger über Publikumswahl ermittelt.
Im selben Jahr vollzog Fritz seine bislang umfangreichste Programmreform. Neue Musik steht seitdem im Vordergrund. Für viele bislang unbekannte Künstler bietet Fritz die erste Plattform, einem großen Publikum vorgestellt zu werden. In Kooperation mit arte sendete der rbb 2009 die Echtzeit-Dokumentation „24h Berlin – Ein Tag im Leben“, genau ein Jahr nachdem sie aufgenommen wurde. Auch Fritz beteiligte sich an dem mit dem Grimme-Preis ausgezeichneten Projekt. Im Astra Kulturhaus in Friedrichshain fand 2010 die erste Ausgabe der „Neuen Deutschpoeten“ statt. Die erste Berlin Music Week eröffneten 2010 die ARD-Jugendwellen mit der Verleihung des New Music Awards. Fritz berichtet seitdem über die Veranstaltungen, Workshops und Diskussionen, die auf und hinter der Bühne der Musikwelt stattfinden. Im gleichen Jahr wurde der Internetauftritt von Fritz erneuert. Fortan bestimmt der Zeitstrahl das Bild von fritz.de. Hier können sich die User in die Vergangenheit und die Zukunft des Programms navigieren, Playlisten und Informationen zu allen Künstlern abrufen und Themenschwerpunkte im Programm nachlesen, -hören und kommentieren.
Chefredakteur des Senders ist seit dem 1. Juli 2012 Karen Schmied, die die Nachfolge von Stefan Warbeck antrat, der infolge der Absetzung von KenFM und der Kündigung von Ken Jebsen die Verantwortung für die dazu führenden redaktionellen Versäumnisse übernahm und zurücktrat.

## Erkennungsmelodie
Die aus neun Tönen bestehende Erkennungsmelodie im Jingle ist eine majore Variation des Themas aus dem Song Radioaktivität der Band Kraftwerk, bedient sich also der Polysemie dieses Begriffs, um ein Wortspiel anzudeuten (radioaktiv – aktiv im Radio).

## Programm
Im Blue Moon geht es montags bis freitags von 22 bis 0 Uhr um alle jugendrelevanten Themen wie Ausbildung, Politik, Beziehungen, Freizeit, Multimedia etc.
Bei der Sendung „Unsigned“ stellt Fritz wöchentlich junge Musiker und Bands vor, die noch keinen Plattenvertrag haben.
Liveschaltungen zu regionalen Events gehören zum festen Bestandteil des Programmes.

### Programmschema
| Zeit  | Montag | Dienstag | Mittwoch | Donnerstag | Freitag | Samstag                          | Sonntag |
| ----- | --- | --- | --- | --- | --- | -------------------------------- | --- |
| 00:00 | Wdh. Beste Musik | Wdh. Beste Musik | Wdh. Beste Musik | Wdh. Beste Musik | Wdh. Beste Musik | Wdh. Beste Musik                 | Beste Musik Techno Live mit Anastasia                                                                                            |
| 01:00 | Wdh. Beste Musik | Wdh. Beste Musik | Wdh. Beste Musik | Wdh. Beste Musik | Wdh. Beste Musik | Wdh. Beste Musik                 | Beste Musik Techno Live mit Anastasia                                                                                            |
| 02:00 | Die junge Nacht der ARD                                                                                              | Die junge Nacht der ARD                                                                                              | Die junge Nacht der ARD                                                                                              | Die junge Nacht der ARD                                                                                              | Die junge Nacht der ARD                                                                                              | Die junge Nacht der ARD          | Die junge Nacht der ARD |
| 03:00 | Die junge Nacht der ARD                                                                                              | Die junge Nacht der ARD                                                                                              | Die junge Nacht der ARD                                                                                              | Die junge Nacht der ARD                                                                                              | Die junge Nacht der ARD                                                                                              | Die junge Nacht der ARD          | Die junge Nacht der ARD |
| 04:00 | Die junge Nacht der ARD                                                                                              | Die junge Nacht der ARD                                                                                              | Die junge Nacht der ARD                                                                                              | Die junge Nacht der ARD                                                                                              | Die junge Nacht der ARD                                                                                              | Die junge Nacht der ARD          | Die junge Nacht der ARD |
| 05:00 | FritzFrühschicht ohne Moderation (Nachrichten, Wetter, Verkehr zur Minute :30)                                       | FritzFrühschicht ohne Moderation (Nachrichten, Wetter, Verkehr zur Minute :30)                                       | FritzFrühschicht ohne Moderation (Nachrichten, Wetter, Verkehr zur Minute :30)                                       | FritzFrühschicht ohne Moderation (Nachrichten, Wetter, Verkehr zur Minute :30)                                       | FritzFrühschicht ohne Moderation (Nachrichten, Wetter, Verkehr zur Minute :30)                                       | Die junge Nacht der ARD          | Die junge Nacht der ARD |
| 06:00 | FritzFrühschicht mit Selin Kahya & Daniel Claus oder Lory & Tolga (wöchentlicher Wechsel)                            | FritzFrühschicht mit Selin Kahya & Daniel Claus oder Lory & Tolga (wöchentlicher Wechsel)                            | FritzFrühschicht mit Selin Kahya & Daniel Claus oder Lory & Tolga (wöchentlicher Wechsel)                            | FritzFrühschicht mit Selin Kahya & Daniel Claus oder Lory & Tolga (wöchentlicher Wechsel)                            | FritzFrühschicht mit Selin Kahya & Daniel Claus oder Lory & Tolga (wöchentlicher Wechsel)                            | Fritz mit Daniel Claus           | Fritz mit Lory & Tolga |
| 07:00 | FritzFrühschicht mit Selin Kahya & Daniel Claus oder Lory & Tolga (wöchentlicher Wechsel)                            | FritzFrühschicht mit Selin Kahya & Daniel Claus oder Lory & Tolga (wöchentlicher Wechsel)                            | FritzFrühschicht mit Selin Kahya & Daniel Claus oder Lory & Tolga (wöchentlicher Wechsel)                            | FritzFrühschicht mit Selin Kahya & Daniel Claus oder Lory & Tolga (wöchentlicher Wechsel)                            | FritzFrühschicht mit Selin Kahya & Daniel Claus oder Lory & Tolga (wöchentlicher Wechsel)                            | Fritz mit Daniel Claus           | Fritz mit Lory & Tolga |
| 08:00 | FritzFrühschicht mit Selin Kahya & Daniel Claus oder Lory & Tolga (wöchentlicher Wechsel)                            | FritzFrühschicht mit Selin Kahya & Daniel Claus oder Lory & Tolga (wöchentlicher Wechsel)                            | FritzFrühschicht mit Selin Kahya & Daniel Claus oder Lory & Tolga (wöchentlicher Wechsel)                            | FritzFrühschicht mit Selin Kahya & Daniel Claus oder Lory & Tolga (wöchentlicher Wechsel)                            | FritzFrühschicht mit Selin Kahya & Daniel Claus oder Lory & Tolga (wöchentlicher Wechsel)                            | Fritz mit Daniel Claus           | Fritz mit Lory & Tolga |
| 09:00 | FritzFrühschicht mit Selin Kahya & Daniel Claus oder Lory & Tolga (wöchentlicher Wechsel)                            | FritzFrühschicht mit Selin Kahya & Daniel Claus oder Lory & Tolga (wöchentlicher Wechsel)                            | FritzFrühschicht mit Selin Kahya & Daniel Claus oder Lory & Tolga (wöchentlicher Wechsel)                            | FritzFrühschicht mit Selin Kahya & Daniel Claus oder Lory & Tolga (wöchentlicher Wechsel)                            | FritzFrühschicht mit Selin Kahya & Daniel Claus oder Lory & Tolga (wöchentlicher Wechsel)                            | Fritz mit Daniel Claus           | Fritz mit Lory & Tolga |
| 10:00 | Fritz mit Jule Kaden, Claudia Kamieth, Timm Lindenau oder Bruno Dietel                                               | Fritz mit Jule Kaden, Claudia Kamieth, Timm Lindenau oder Bruno Dietel                                               | Fritz mit Jule Kaden, Claudia Kamieth, Timm Lindenau oder Bruno Dietel                                               | Fritz mit Jule Kaden, Claudia Kamieth, Timm Lindenau oder Bruno Dietel                                               | Fritz mit Jule Kaden, Claudia Kamieth, Timm Lindenau oder Bruno Dietel                                               | Fritz mit Daniel Claus           | Fritz mit Lory & Tolga |
| 11:00 | Fritz mit Jule Kaden, Claudia Kamieth, Timm Lindenau oder Bruno Dietel                                               | Fritz mit Jule Kaden, Claudia Kamieth, Timm Lindenau oder Bruno Dietel                                               | Fritz mit Jule Kaden, Claudia Kamieth, Timm Lindenau oder Bruno Dietel                                               | Fritz mit Jule Kaden, Claudia Kamieth, Timm Lindenau oder Bruno Dietel                                               | Fritz mit Jule Kaden, Claudia Kamieth, Timm Lindenau oder Bruno Dietel                                               | Fritz mit Daniel Claus           | Fritz mit Lory & Tolga |
| 12:00 | Fritz mit Jule Kaden, Claudia Kamieth, Timm Lindenau oder Bruno Dietel                                               | Fritz mit Jule Kaden, Claudia Kamieth, Timm Lindenau oder Bruno Dietel                                               | Fritz mit Jule Kaden, Claudia Kamieth, Timm Lindenau oder Bruno Dietel                                               | Fritz mit Jule Kaden, Claudia Kamieth, Timm Lindenau oder Bruno Dietel                                               | Fritz mit Jule Kaden, Claudia Kamieth, Timm Lindenau oder Bruno Dietel                                               | Timm Lindenau Super Show         | Fritz mit Tim Schultheiss |
| 13:00 | Fritz mit Jule Kaden, Claudia Kamieth, Timm Lindenau oder Bruno Dietel                                               | Fritz mit Jule Kaden, Claudia Kamieth, Timm Lindenau oder Bruno Dietel                                               | Fritz mit Jule Kaden, Claudia Kamieth, Timm Lindenau oder Bruno Dietel                                               | Fritz mit Jule Kaden, Claudia Kamieth, Timm Lindenau oder Bruno Dietel                                               | Fritz mit Jule Kaden, Claudia Kamieth, Timm Lindenau oder Bruno Dietel                                               | Timm Lindenau Super Show         | Fritz mit Tim Schultheiss |
| 14:00 | Fritz am Nachmittag mit Jule Jank oder Ben Päffgen (Nachrichten, Wetter zur Minute :30; Verkehr zur Minute :00, :30) | Fritz am Nachmittag mit Jule Jank oder Ben Päffgen (Nachrichten, Wetter zur Minute :30; Verkehr zur Minute :00, :30) | Fritz am Nachmittag mit Jule Jank oder Ben Päffgen (Nachrichten, Wetter zur Minute :30; Verkehr zur Minute :00, :30) | Fritz am Nachmittag mit Jule Jank oder Ben Päffgen (Nachrichten, Wetter zur Minute :30; Verkehr zur Minute :00, :30) | Fritz am Nachmittag mit Jule Jank oder Ben Päffgen (Nachrichten, Wetter zur Minute :30; Verkehr zur Minute :00, :30) | Timm Lindenau Super Show         | Fritz mit Tim Schultheiss |
| 15:00 | Fritz am Nachmittag mit Jule Jank oder Ben Päffgen (Nachrichten, Wetter zur Minute :30; Verkehr zur Minute :00, :30) | Fritz am Nachmittag mit Jule Jank oder Ben Päffgen (Nachrichten, Wetter zur Minute :30; Verkehr zur Minute :00, :30) | Fritz am Nachmittag mit Jule Jank oder Ben Päffgen (Nachrichten, Wetter zur Minute :30; Verkehr zur Minute :00, :30) | Fritz am Nachmittag mit Jule Jank oder Ben Päffgen (Nachrichten, Wetter zur Minute :30; Verkehr zur Minute :00, :30) | Fritz am Nachmittag mit Jule Jank oder Ben Päffgen (Nachrichten, Wetter zur Minute :30; Verkehr zur Minute :00, :30) | Timm Lindenau Super Show         | Fritz mit Tim Schultheiss |
| 16:00 | Fritz am Nachmittag mit Jule Jank oder Ben Päffgen (Nachrichten, Wetter zur Minute :30; Verkehr zur Minute :00, :30) | Fritz am Nachmittag mit Jule Jank oder Ben Päffgen (Nachrichten, Wetter zur Minute :30; Verkehr zur Minute :00, :30) | Fritz am Nachmittag mit Jule Jank oder Ben Päffgen (Nachrichten, Wetter zur Minute :30; Verkehr zur Minute :00, :30) | Fritz am Nachmittag mit Jule Jank oder Ben Päffgen (Nachrichten, Wetter zur Minute :30; Verkehr zur Minute :00, :30) | Fritz am Nachmittag mit Jule Jank oder Ben Päffgen (Nachrichten, Wetter zur Minute :30; Verkehr zur Minute :00, :30) | Timm Lindenau Super Show         | Fritz mit Tim Schultheiss |
| 17:00 | Fritz am Nachmittag mit Jule Jank oder Ben Päffgen (Nachrichten, Wetter zur Minute :30; Verkehr zur Minute :00, :30) | Fritz am Nachmittag mit Jule Jank oder Ben Päffgen (Nachrichten, Wetter zur Minute :30; Verkehr zur Minute :00, :30) | Fritz am Nachmittag mit Jule Jank oder Ben Päffgen (Nachrichten, Wetter zur Minute :30; Verkehr zur Minute :00, :30) | Fritz am Nachmittag mit Jule Jank oder Ben Päffgen (Nachrichten, Wetter zur Minute :30; Verkehr zur Minute :00, :30) | Fritz am Nachmittag mit Jule Jank oder Ben Päffgen (Nachrichten, Wetter zur Minute :30; Verkehr zur Minute :00, :30) | Timm Lindenau Super Show         | Fritz mit Tim Schultheiss |
| 18:00 | Fritz Musiksendung (Nachrichten, Wetter zur Minute :30; Verkehr zur Minute :00, :30)                                 | Fritz Musiksendung (Nachrichten, Wetter zur Minute :30; Verkehr zur Minute :00, :30)                                 | Fritz Musiksendung (Nachrichten, Wetter zur Minute :30; Verkehr zur Minute :00, :30)                                 | Fritz Musiksendung (Nachrichten, Wetter zur Minute :30; Verkehr zur Minute :00, :30)                                 | Fritz Musiksendung (Nachrichten, Wetter zur Minute :30; Verkehr zur Minute :00, :30)                                 | Fritz mit Euren Wünschen         | Fritz mit Promis (mit Antilopen Gang; Esther Graf & Emily Roberts; Ilona Hartmann & El Hotzo oder Steffen & Felix von Kraftklub) |
| 19:00 | Fritz Musiksendung (Nachrichten, Wetter zur Minute :30; Verkehr zur Minute :00, :30)                                 | Fritz Musiksendung (Nachrichten, Wetter zur Minute :30; Verkehr zur Minute :00, :30)                                 | Fritz Musiksendung (Nachrichten, Wetter zur Minute :30; Verkehr zur Minute :00, :30)                                 | Fritz Musiksendung (Nachrichten, Wetter zur Minute :30; Verkehr zur Minute :00, :30)                                 | Fritz Musiksendung (Nachrichten, Wetter zur Minute :30; Verkehr zur Minute :00, :30)                                 | Fritz mit Euren Wünschen         | Fritz mit Promis (mit Antilopen Gang; Esther Graf & Emily Roberts; Ilona Hartmann & El Hotzo oder Steffen & Felix von Kraftklub) |
| 20:00 | Beste Musik Global Pop mit Henricke Möller oder Erci Ergün                                                           | Beste Musik Urban Tunes mit Claudia Kamieth                                                                          | Beste Musik Rap in D mit Juse Ju                                                                                     | Beste Musik Stahlwerk Rock mit Jan Schwarzkamp                                                                       | Beste Musik Neu und Gut mit Christoph Schrag, Betti Brecke oder Jule Kaden                                           | Beste Musik EDM mit Selin Güngör | Unsigned mit Christoph Schrag |
| 21:00 | Beste Musik Global Pop mit Henricke Möller oder Erci Ergün                                                           | Beste Musik Urban Tunes mit Claudia Kamieth                                                                          | Beste Musik Rap in D mit Juse Ju                                                                                     | Beste Musik Stahlwerk Metal mit Toby Schaper                                                                         | Beste Musik Neu und Gut mit Christoph Schrag, Betti Brecke oder Jule Kaden                                           | Beste Musik EDM mit Selin Güngör | Unsigned mit Christoph Schrag |
| 22:00 | Blue Moon | Blue Moon | Blue Moon | Blue Moon | Blue Moon | Beste Musik Im Club mit Solvane  | Beste Podcasts (Deutschland3000; Talk ohne Gast)                                                                                 |
| 23:00 | Blue Moon | Blue Moon | Blue Moon | Blue Moon | Blue Moon | Beste Musik Im Club mit Solvane  | Beste Podcasts (Deutschland3000; Talk ohne Gast)                                                                                 |

(Stand 4. Oktober 2022)

## Organisation
Fritz hat 25 feste und rund 100 freie Mitarbeiterinnen und Mitarbeiter. Dabei liegt der Altersdurchschnitt der freien Mitarbeiter bei unter 30 Jahren (Stand: Februar 2018)
- Programmchef Tom Kölm
- Wortchefin Selin Güngör
- Musikchef Holger Lachmann
- Chefin vom Dienst Heike Mohr, Marie-Luise Stiller, Jonte Weiland
- Medienpartnerschaften Marion Schmidt
- Online Elisabeth Kirchner
- Moderation Konrad Spremberg, Jule Jank, Daniel Claus, Ben Päffgen, Bruno Dietel, Selin Kahya, Jule Kaden, Timm Lindenau, Claudia Kamieth, Tim Schultheiß, Selin Güngör, Chris Guse

## Off-Air-Aktivitäten
Fritz versteht sich als Kommunikations- und Aktionsradio und setzt auf einen intensiven Hörer-Kontakt. Durch Konzerte, Events und andere Projekte ist der Sender stark im Off-Air aktiv.
Fritz präsentiert seit Gründung Veranstaltungen, DJs, Konzerte und die unterschiedlichsten Clubs (z. B. Tresor) und Diskotheken, so die Fritz-Disco, die im Zwei-Wochen-Rhythmus mit eigenen DJs in Berlin und Brandenburg die Musikplaylist gestaltete. Als erster deutscher Radiosender wurde Fritz 1998 nicht nur Kooperations-, sondern Namenspate für einen Club – das „ColumbiaFritz“ in Berlin (bis 2003). Im Januar 2005 wechselte die ständige Partylocation in den FritzClub im Postbahnhof am Ostbahnhof.
Seit 2006 findet jährlich die „FritzNacht der Talente“ statt. Ob mit Musik, Witz oder Text – die Talente auf der Bühne müssen in drei Minuten das Publikum begeistern. Diese entscheiden die Trophäe in den Bereichen „Alternativ“ und „Musik“ erhält.
Zusammen mit den jungen Programmen der ARD organisiert Fritz seit 2008 federführend den „New Music Award“ und fördert musikalische Talente. Junge Bands und Musiker können sich jährlich bei den regionalen Sendern bewerben. Unter allen Einsendungen ermitteln die Radios jeweils ihren Favoriten. Diese Talente präsentieren ihre Livequalitäten vor großem Publikum und einer Fachjury aus Experten in Berlin. Der Sieger erhält neben der Trophäe Musikequipment in Höhe von 10.000 Euro. Gewinner des New Music Award in den letzten Jahren waren die mittlerweile bundesweit bekannten Berliner Avant-Elektro-Punks von Bonaparte, die Chemnitzer Band Kraftklub, das Elektro-Duo Captain Capa aus Bad Frankenhausen, Jona:S aus Gießen sowie die Indiepopper Tonbandgerät aus Hamburg.
Seit April 2008 ist Fritz jeden Samstag in Brandenburger Clubs mit seiner Reihe „FritzDJs unterwegs“ auf Tour.
Seit 2010 organisiert der Sender jährlich den „Fritz-Winterflohmarkt“. Bei der überdachten Veranstaltung gibt es Marktstände der Hörer und Berliner Designer sowie Live-DJs.
Seit 2011 präsentiert Fritz das Konzertevent „Die Neuen DeutschPoeten“, ein Festival mit etwa 10.000 Besuchern, bei dem ausschließlich junge, deutschsprachige Musiker und Bands auftreten. Unter anderem haben bei der Veranstaltungsreihe Wir sind Helden, Marteria, Bosse, Philipp Poisel, Kraftklub, Tim Bendzko, Silbermond, MIA. und Max Herre gespielt.
Jeden ersten Montag im Monat lädt Fritz zum „Kneipenquiz“ ein. Live testet Fritz das Wissen seiner Hörer in unterschiedlichen Locations in Berlin und Brandenburg.
2012 fand das erste FritzTramkonzert statt – die Band Die Orsons gab ein Livekonzert in einer fahrenden Berliner Straßenbahn.
Seit 2022 betreibt der Sender auf YouTube den Kanal Comedy Kollektiv, u. a. mit der Show „falsch, aber lustig“ von Moritz Neumeier mit Till Reiners und Filiz Tasdan als feste Ensemble-Mitglieder.

## Auszeichnungen
Die Zeitschrift „Audio“ wählte 1995 Fritz auf zweiten Platz der besten deutschsprachigen Radiostationen.
Im Jahr 2000 hat Fritz den von MTV und Yahoo ausgeschriebenen „Online Music Award“ gewonnen.
Im selben Jahr wurde Fitz für das „Hörmal“ in Brüssel der Civis-Medienpreis verliehen.
Marc-Uwe Kling hat bei den deutschsprachigen Poetry-Slam-Meisterschaften 2006 und 2007 gewonnen und mit seiner FritzRadio-Comedy den Deutschen Radiopreis in der Kategorie „Beste Comedy“.
2007 erhielten Ken Jebsen und Susanne Wündisch den Civis-Medienpreis in der Kategorie „Kurze Programme“ für ihr Feature „Irgendwo dazwischen“.
Im Jahr 2008 erhielt der Sender den Echo in der Kategorie „Medienpartner des Jahres“. Die Jury gab als Begründung eine „nachhaltige Förderung und innovative Präsentation von Musik“ an.
2008 gewannen Julia Friese für ihren Beitrag „Tagebuch einer Untreuen“ den ersten Preis und Meral Al-Mer für den Beitrag „Ich bin ein Berliner“ den 3. Preis in der Kategorie Hörfunk beim Axel-Springer-Preis für junge Journalisten.
Die Fritz-Reporterin Magdalena Bienert erhielt 2010 den Civis-Medienpreis für ihr O-Ton-Feature „Ein blutiges Laken - Deine ganze Zukunft. Von neuer Unschuld für eine Nacht“. Hierfür gewann sie im selben Jahr auch den Axel-Springer-Preis für junge Journalisten.
Auch Jörg-R. Schneider erhielt im selben Jahr den dritten Preis im Bereich Hörfunk beim Axel-Springer-Preis für junge Journalisten für seinen Beitrag „Notausgänge aus der Krise“.
2010 startete Fritz seine Website neu. Sie wurde 2011 mit dem Kreativ- und Branchen-Award der digitalen Wirtschaft, dem „DMMA OnlineStar 2011“, ausgezeichnet – Bronze in der Kategorie „Corporate Websites“.
2012 wurde die Kurzfeaturereihe „Das erste Mal“ von Daniel Hirsch und Martin Schneider für eine herausragende Leistung in der Kategorie Hörfunk mit dem Axel-Springer-Preis für junge Journalisten prämiert. 2009 sendete Fritz die erste Staffel – so erfolgreich, dass seitdem jährlich neue Folgen entstehen.

## Moderatoren
Im Laufe der Jahre waren viele Moderatoren in unterschiedlichen Sendungen aktiv. Diese wechselten regelmäßig. Moderatoren, die auch über den Sender hinaus Bekanntheit erlangten, sind Maurice Gajda, Paul van Dyk, Momo Faltlhauser, Holger Klein, Caroline Korneli, Jakob Kranz, Stephan Michme, Pyranja, Marcus Richter, Hadnet Tesfai, Kathrin Thüring, Nina Zimmermann und Kraftklub.
Unter den ehemaligen Moderatoren sind dies vor allem Fettes Brot, Die Toten Hosen, Anja Caspary, Ina Dietz, Erci Ergün, Barry Graves, Johnny Haeusler, Steffen Hallaschka, Henning Harnisch, René Hausmann, Thaddeus Herrmann, Elmar Hörig, Ken Jebsen, Tim Koschwitz, Jürgen Kuttner, André Langenfeld, Mike Lehmann, Marcos Lopez, Fabian Maier, Marusha, Luci van Org, Marion Pinkpank, Tim Pritlove, Lou Richter, Katty Salié, Anja Schneider, Lutz Schramm, Olli Schulz, Robert Skuppin, Noah Sow, Max Spallek, Susanne Stichler, Heinz Strunk, Christian Ulmen, Konstantina Vassiliou-Enz, Jan Weyrauch, Oliver Welke, Volker Wieprecht und Tommy Wosch.

## Empfang

### Antenne

#### Analog (UKW)
Das Programm wird in ganz Berlin und Brandenburg auf folgenden regionalen Frequenzen mit den genannten Sendeleistungen ausgestrahlt:
- Berlin und Potsdam: 102,6 MHz (abgestrahlt vom Berliner Fernsehturm) mit 15 kW
- Cottbus: 103,2 MHz mit 100 kW
- Frankfurt (Oder): 101,5 MHz mit 30 kW
- Fläming: 91,9 MHz mit 30 kW
- Prignitz: 103,1 MHz mit 60 kW
- Uckermark: 100,1 MHz mit 50 kW

#### Digital (DAB+)
Fritz ist seit August 2011 in Berlin und dem Umland auf Kanal 7D über DAB+ empfangbar. Der Ausbau des 10B für ganz Brandenburg und Berlin begann im Jahr 2017 und soll bis 2020 andauern.
- Berliner Fernsehturm: Kanal 7D mit 10 kW
- Berlin-Scholzplatz: Kanal 10B mit 25 kW und 7D mit 10 kW
- Frankfurt/Oder: Kanal 10B mit 10 kW
- Pritzwalk: Kanal 10B mit 10 kW
- Cottbus-Stadt: Kanal 10B mit 1 kW
- Calau: Kanal 10B mit 10 kW
- Casekow: Kanal 10B mit 10 kW
- Templin: Kanal 10B mit 5 kW
- Belzig: Kanal 10B mit 10 kW

### Kabel
- Berlin: 89,85 MHz
- Potsdam: 95,65 MHz
- Frankfurt (Oder): 101,95 MHz
- Brandenburg an der Havel: 88,05 MHz

Außerdem ist Fritz in vielen Kabelnetzen, vorwiegend in Ostdeutschland empfangbar. Zudem ist Fritz im digitalen Kabel (DVB-C) bundesweit zu empfangen.

### Satellit
- Astra DVB-S Digital – Astra 19,2°E – APID 0353h (851d) – Provider: ARD rbb – 12267 MHz, Transponder 30, FEC 3/4, 27500 KSymbols/s

### Internet
- Livestream (mittels Liveplayer über die Fritz-Homepage oder direkt als MP3-Stream)
- eigener Kanal im Zattoo-Player.